# (1806) Derice
(1806) Derice es un asteroide que forma parte del cinturón de asteroides y fue descubierto por el equipo del observatorio Perth, en Bickley, Australia, desde la estación astronómica homónima, el 13 de junio de 1971.

## Designación y nombre
Derice fue designado inicialmente como 1971 LC.
Posteriormente se nombró en honor de la esposa del astrónomo australiano Dennis Harwood.

## Características orbitales
Derice está situado a una distancia media del Sol de 2,237 ua, pudiendo acercarse hasta 1,998 ua y alejarse hasta 2,475 ua. Tiene una excentricidad de 0,1066 y una inclinación orbital de 3,841°. Emplea en completar una órbita alrededor del Sol 1222 días.